# Sveržov
Sveržov est un village de Slovaquie situé dans la région de Prešov.

## Histoire
Première mention écrite du village en 1355.

## Démographie

### Évolution de la population
| Année:               | 1994. | 2004.    | 2014.    | 2024.    |
| -------------------- | ----- | -------- | -------- | -------- |
| Nombre de personnes: | 444   | 511      | 580      | 677      |
| Différence:          |       | +15,09 % | +13,50 % | +16,72 % |

| Année:               | 2023. | 2024.   |
| -------------------- | ----- | ------- |
| Nombre de personnes: | 652   | 677     |
| Différence:          |       | +3,83 % |